# Svetlana Makarovič

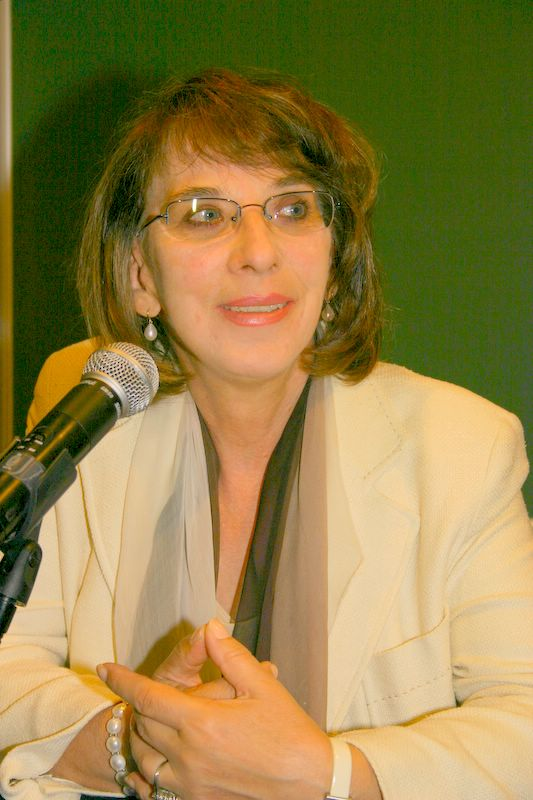
Svetlana Makarovič bei einer Vorlesung an der Philosophischen Fakultät Ljubljana, 31. Mai 2006

Svetlana Makarovič (* 1. Januar 1939 in Maribor) ist eine slowenische Dichterin, Schriftstellerin, Schauspielerin und Illustratorin. Neben ihrer Lyrik und Prosa haben ihre Hörspiele, Puppenspiele und Dramen sie zu einer der bekanntesten Autorinnen Sloweniens gemacht. Mit über 300 Einzelwerken, darunter zahlreiche Geschichten für Kinder und Jugendliche, gehört sie zu den produktivsten slowenischen Schriftstellerinnen. In Slowenien ist sie auch wegen ihrer kontroversen Positionen zu Gesellschaftsthemen bekannt.

## Leben
Svetlana Makarovič wurde in Maribor geboren, wo sie mit ihren Eltern Otilija und Abdon und ihren beiden Brüdern Gorazd und Jan aufwuchs. In Ljubljana besuchte sie die Fachschule für Erziehung und ging dann zur Schauspielausbildung an die Akademie für Theater, Radio, Film und Fernsehen, wo sie 1968 ihr Diplom ablegte. Sie arbeitete als Schauspielerin zunächst am Städtischen Theater (Mestno gledališče) und sodann am Drama. In den 1960er Jahren studierte sie Psychologie, Pädagogik, Ethnologie und Fremdsprachen. Sie spielte Klavier in Kaffeehäusern und arbeitete einige Zeit als Sekretärin und als Erzieherin für „Kinder mit besonderen Bedürfnissen“. 1970 begann sie, als freie Schriftstellerin zu arbeiten. 1997 ging sie offiziell in den Ruhestand.

### Privatleben
Makarovič war nie verheiratet und hat keine Kinder. Eine bereits geplante Hochzeit sagte sie im letzten Augenblick ab. Am längsten liiert war sie mit dem Dichter und Dramatiker Gregor Strniša. Sie lebte als Schriftstellerin unter anderem in Jurklošter, Bohinjska Bela, Ljubljana und Žabja vas an der Sora (Poljanska dolina). 2012 erlitt sie einen Schlaganfall und lebt seitdem in einem Seniorenwohnheim der Stadt Ljubljana für „verdiente Bürger im Ruhestand“ im Stadtteil Ljubljana-Trnovo, finanziert von der Stadt.

## Literarisches Schaffen

### Lyrik
Makarovič begann 1957, Gedichte in Zeitschriften und Zeitungen zu veröffentlichen. Ihr erstes Gedicht V črnem tlaku („Im schwarzen Pflaster“) erschien in der Zeitschrift Mlada pota. Es folgten weitere Gedichte in den Zeitschriften Naša sodobnost, Tribuna, Problemi, Perspektive, Sodobnost und Dialog.
1964 kam ihr erster Gedichtband Somrak (Die Dämmerung) heraus, dem 1968 die Gedichtsammlung Kresna noč (Die Nacht der Sommersonnenwende) folgte. Als Höhepunkt ihrer Kreativität werden die Sammlungen Srčevec (1973) und die Anthologie Izštevanja (1977) gesehen. Ihre Anthologie Samost brachte sie 2002 im Selbstverlag heraus.

### Kinderbücher
1970 begann Svetlana Makarovič, Geschichten für Kinder herauszubringen. Als Protagonisten treten in diesen Geschichten meist Tiere mit durchdachtem Charakter auf, wobei wiederholt das archetypische Motiv vom Weggang von zu Hause, vom verletzten Kind und vom Waisenkind aufgenommen wird (z. B. in Potepuh in nočna lučka und Zajec gre na luno). Bei den Kinderbüchern handelt es sich um moderne Tiergeschichten – darunter Pekarna Mišmaš (1974) und Sapramiška (1976) sowie die Sammelbände Take živalske (1973), Mačja preja (1992) und Veveriček posebne sorte (1994) –, Märchen mit mythologischer Hauptperson – darunter Škrat Kuzma dobi nagrado (1974) und Coprnica Zofka (1989) – sowie fantastische Geschichten – darunter Kosovirja na leteči žlici (1974), Kam pa kam, kosovirja? (1975) und Mi, kosovirji (1988).
Die Tiere in ihren modernen Tiergeschichten verhalten sich wie Menschen und leben in einer nicht idealisierten Welt, in der auch Egoisten, Gerüchtemacher und Neider leben sowie Erwachsene, die Kinder in ihrer Verspieltheit einschränken, so dass auch Tiere Trauer, Einsamkeit und Verzweiflung erleben. In ihren Geschichten werden Tabus gebrochen, so bei Ausscheidung und Sexualität.
Eine Reihe der Kindergeschichten sind in den Rahmenlehrplan für Slowenisch in der Primarschule aufgenommen worden. 2011 waren dies Coprnica Zofka, Čuk na palici, Jazbec in ovčka, Jaz sem jež, Jutro, Kam pa kam, kosovirja?, Kosovirja na leteči žlici, Miška spi, Papagaj in sir, Pekarna Mišmaš, Pismo, Pod medvedovim dežnikom, Prašičkov koncert, Razvajeni vrabček, Sovica Oka, Volk in sedem kozličkov, Zajček gre na luno.

## Gesellschaftskritische Positionen
Svetlana Makarovič trat aus dem slowenischen Schriftstellerverband mit der Begründung aus, dass dieser nicht auf Qualität begründet sei. Obwohl sie sich 1980 für die Gründung einer neuen, pluralistischen Literaturzeitschrift eingesetzt hatte, arbeitete sie mit der ab 1982 erschienenen Nova revija nicht zusammen, da in dieser politische und ideologische Themen die Kunst verdrängt hätten. Sie ließ die Veröffentlichung ihrer Werke in Anthologien und Schulbüchern untersagen, da diese auf Grund ihrer erotischen und finsteren Inhalte die Jugend zur Ablehnung von Literatur verleiten würden. Im Gegensatz zur offiziellen Politik im sozialistischen Jugoslawien sieht sie ihre Werke nicht als etwas, das dem ganzen Volk zur Verfügung stehen solle, sondern als geschütztes Eigentum des Autors. Sie lehnte es auch ab, in eine „Anthologie slowenischer Autorinnen“ aufgenommen zu werden, da hier nur das Geschlecht und nicht die Qualität Maßstab sei.
Svetlana Makarovič setzt sich unter anderem in ihrer Gedichtsammlung Pesmi o Sloveniji za tuje in domače goste („Gedichte über Slowenien für ausländische und heimische Gäste“, 1984), einer Travestie über Fran Levstiks Martin Krpan und in ihrer Chansonsammlung Krizantemi na klavirju (Chrysanthemen am Klavier, 1990) kritisch mit dem Bild der Slowenen auseinander, das sie als „engherzig“, „primitiv“, „doppelzüngig“, „unterwürfig“ sowie „nach innen aggressiv und nach außen naiv“ beschreibt und wofür sie das Wort „Slovenceljni“ geschaffen hat.

## Kontroverse politische Positionen

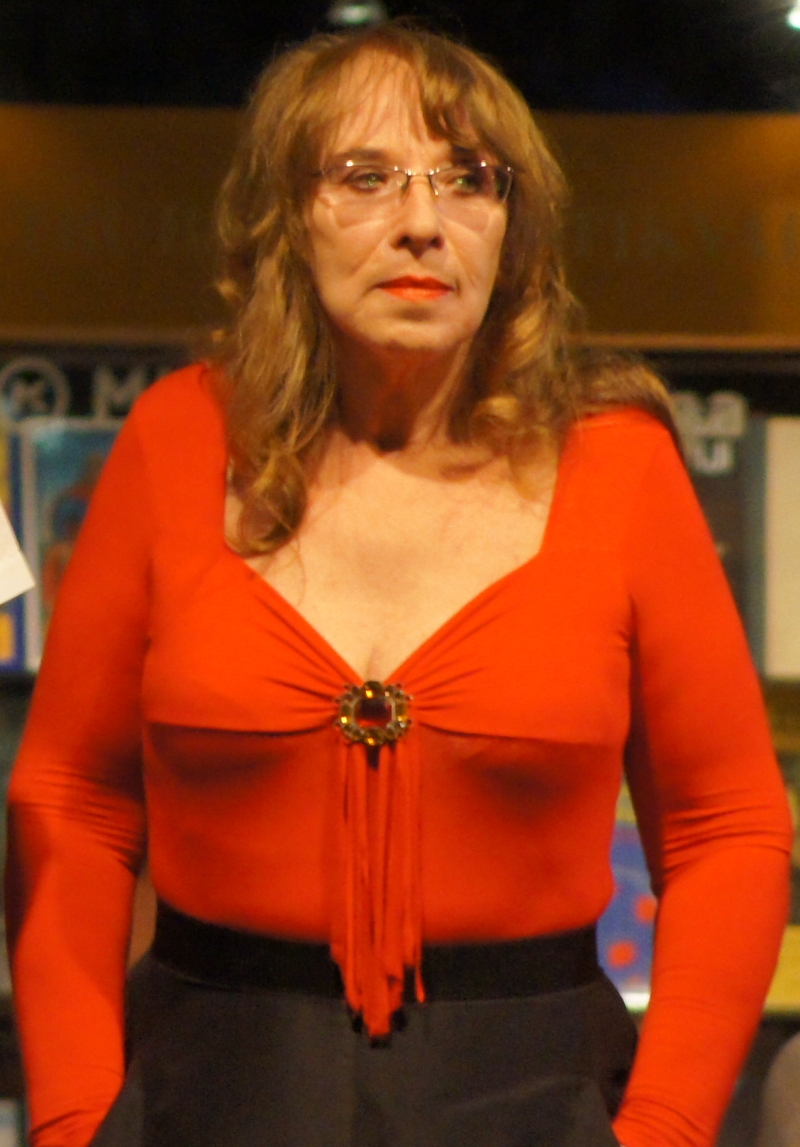
Svetlana Makarovič vor dem Rathaus Ljubljana, August 2011

Svetlana Makarovič gehörte 2011 zu den Bürgern, die den Bürgermeister von Ljubljana, Zoran Janković, zur Kandidatur für Pozitivna Slovenija bei der Parlamentswahl in Slowenien 2011 überredeten. 2013 äußerte sie anderthalb Jahre nach der Wiederwahl von Janković zum Bürgermeister, dass dieser „aus Ljubljana eine wunderschöne Stadt gemacht [hat]. Mich interessiert nicht, woher er das Geld hat, von mir aus kann er es auch geklaut haben.“
Svetlana Makarovič stellt sich offen gegen die römisch-katholische Kirche, so äußerte sie in einem Interview: „Es gibt Dinge, die man hassen muss. Meiner Meinung nach ist die katholische Kirche in Slowenien etwas, was man hassen muss. Ich empfinde das als meine staatsbürgerliche Pflicht.“ Der Rat der katholischen Laien Sloweniens (Svet katoliških laikov Slovenije) stellte Anzeige wegen Hassrede, doch wurden mehrere Strafanträge nicht verfolgt. Bei einer Gedenkveranstaltung des slowenischen Partisanenverbandes aus Anlass des 70. Jahrestages der Gründung der Osvobodilna Fronta und der Schlacht auf dem Nanos sagte sie mit Blick auf Forderungen nach Rehabilitierung der Domobranzen: „Heute und hier kann und darf es Versöhnung nicht geben. Faschismus und Nationalsozialismus haben nur unseren Hass verdient. Die Diener des Besatzers verdienen nicht Hass, sondern unsere Verachtung. Und das ist, was die Kollaborateure schmerzt, denn sie können nicht rehabilitiert werden.“

## Werke

### Lyrik
- Somrak, Cankarjeva založba, Ljubljana, 1964
- Kresna noč, Državna založba Slovenije, Ljubljana, 1968
- Volčje jagode, Obzorja, Maribor, 1972
- Srčevec, Cankarjeva založba, Ljubljana, 1973
- Pelin žena, Mladinska knjiga, Ljubljana, 1974
- Vojskin čas, Založništvo Tržaškega tiska, Trst, 1974
- Izštevanja, Cankarjeva založba, Ljubljana, 1977
- Pesmi (besedila sodobnih jugoslovanskih pisateljev - Svetlana Makarovič, Niko Grafenauer, Tomaž Šalamun), 1979
- Sosed gora, 1980
- Pesmi o Sloveniji za tuje in domače goste, 1984
- Svetlana Makarovič, France Mihelič - Pesmi Svetlane Makarovič in Risbe Franceta Miheliča, 1987
- Krizantema na klavirju (šansonska besedila Svetlane Makarovič), 1990
- Tisti čas, 1993
- Bo žrl, bo žrt, 1998
- Samost, 2002

### Prosa
- Prekleti kadilci, Center za slovensko književnost, Ljubljana, 2001
- S krempljem podčrtano, Center za slovensko književnost, Ljubljana, 2004
- Saga o Hallgerd, 2010

### Theater
- Sovica Oka, 1972 (avtorica, uglasbitev pesmi in priredba)
- Hiša tete Barbare, 1975 (avtorica)
- Pekarna Mišmaš, 1974 (avtorica, priredba besedila)
- Igra o letu, 1983 (avtorica)
- Mačja prodajalna, 1984 (avtorica, glasba, vloga)
- Mrtvec pride po ljubico, 1986 (avtorica)
- Sapramiška, 1986 (avtorica, vloge /Sapramiška, Regica, teta Grizelda/, glasba)
- Mi, kosovirji, 1988 (avtorica, priredba besedila)
- Korenčkov Palček, 1989 (avtorica, vloge /Sapramiška, Kukavec, Regica, Belouška Jarmila/, glasba, likovna zasnova lutk)
- Gal med lutkami, 1992 (avtorica, likovna zasnova lutk, glasba)
- Medena pravljica, 1994 (režija, avtorica, vloge /Sapramiška, Regica, Zajček/, glasba, likovna zasnova lutk, likovna zasnova scen)
- Kokoška Emilija, 1997 (režija, avtorica, vloga /kokoška Kika/, glasba, glasbeni aranžma)
- Maček Mačkursson, 1997 (režija, prevod in priredba besedila, besedila songov in priredba islandskih glasbenih motivov, glasbena izvedba, vloge (Jartruda, Mačkursson, Gryla))
- Tacamuca, 1998 (avtorica, glasba)

### Kindergedichte
- Maček Titi, 1980
- Gal v galeriji, 1981
- Dedek mraz že gre, 1982
- Krokodilovo kosilo: pesnitev - grozovitev, 1983
- Čuk na palici, 1986
- Črni muc, kaj delaš?, 1987
- Kaj bi miška rada?, 1987
- Poprtnjački, 1988
- Kaj lepega povej, 1993
- Show strahow: pesnitev grozovitev, 1995
- Veliki kosovirski koncert, 2001
- Strahec v galeriji, 2003
- Mačnice, 2006
- Coprniški muc: pesnitev coprnitev, 2008

### Kinder- und Jugendliteratur
- Kosovirja na leteči žlici, Mladinska knjiga, Ljubljana, 1974
- Kam pa kam, kosovirja?, Mladinska knjiga, Ljubljana, 1975
- Mačje leto, Svetlana, Ljubljana, 1987
- Zajčkovo leto, Državna založba Slovenije, Ljubljana, 1993
- Mi, kosovirji, Miš, Dob pri Domžalah, 2009

### Märchensammlungen
- Miška spi, Mladinska knjiga, Ljubljana, 1972
- Take živalske, Borec, Ljubljana, 1973
- Vrček se razbije, Mladinska knjiga, Ljubljana, 1975
- Glavni petelinček, Mladinska knjiga, Ljubljana, 1976
- Vrtirepov koledar: 1977, Partizanska knjiga, Ljubljana, 1976
- Pravljice iz mačje preje, Borec, Ljubljana, 1980
- Mačja preja, Mladika, Ljubljana, 1992
- Smetiščni muc in druge zgodbe, Mladinska knjiga, Ljubljana, 1999
- Svetlanine pravljice = Svetlana's fairytales, Miš, Dob pri Domžalah, 2008

### Bilderbücher
- Zajček gre na luno, Partizanska knjiga, Ljubljana, 1973
- Aladinova čudežna svetilka, Mladinska knjiga, Ljubljana, 1974
- Pekarna Mišmaš, Mladinska knjiga, Ljubljana, 1974
- Škrat Kuzma dobi nagrado, Mladinska knjiga, Ljubljana, 1974
- Kam pa kam, kosovirja?, Mladinska knjiga, Ljubljana, 1975
- Skozi mesto, Mladinska knjiga, Ljubljana, 1975
- Sapramiška, Mladinska knjiga, Ljubljana, 1976
- Mačja predilnica, Mladinska knjiga, Ljubljana, 1978
- Gal v galeriji, Mladinska knjiga, Ljubljana, 1981
- Črni muc, kaj delaš?, 1987
- Kaj bi miška rada, 1987
- "Poprtnjački", 1987
- Medena pravljica, 1995
- Tacamuca, 1995
- Kokijeve pesmice in pobarvanke, 1996
- Maček Mačkursson, 1997
- Sovica Oka, 1997
- Pod medvedovim dežnikom, 1998
- Smetiščni muc in druge zgodbe, 1999
- Strahopetko, 1999
- Strahec v galeriji, 2003
- Živalska olimpijada, 2004
- Mali parkelj Malič, 2005
- Vila Malina, 2005
- Coprniški muc: pesnitev-coprnitev, 2008
- Replja, 2008
- Šuško in gozdni dan, 2008
- Kokoška Emilija, 2009
- Balada o Sneguročki, Mladinska knjiga, Ljubljana, 2012

### Übersetzungen und Bearbeitungen
- Picko in Packo, Übersetzung von Wilhelm Busch: Max und Moritz, Založništvo tržaškega tiska, 1980
- Maček Mačkursson, Übersetzung von Jólakötturinn Hallveig Thorlacius, Mladinska knjiga, 1997
- Strahopetko, Übersetzung von Ernst Jandl: Fünfter sein, Mladinska knjiga, 1999

### Übersetzungen in andere Sprachen
- Џуџето Кузма доби награда, Übersetzung von Škrat Kuzma dobi nagrado, Mladinska knjiga Skopje, Skopje, 2011. Prevod Darko Spasov, ilustracije Tomaž Lavrič.

## Diskographie

### Alben
- Pelin žena (mit Dennis González), 1986 Katalogeintrag bei Cobiss
- Nočni šansoni; Dajdamski portreti, 1998 Katalogeintrag bei Cobiss
- Namesto rož, 1999 Katalogeintrag bei Cobiss

## Anerkennungen, Preise und Auszeichnungen

### Anerkennungen
- Ehrenbürgerin der Stadt Ljubljana[23] (2011)

### Preise
- Jugoslawischer Preis Sterijino pozorje in Novi Sad (1968)[24]
- Für das Dichterblatt Vojskin čas (1973, 1975)
- Jugoslawischer Preis Zmajeve dječje igre (1975)
- Nagrada Prešernovega sklada(für das Dichterblatt Vojskin čas) (1976)
- Janusz Korczak Honour List (1987)
- Jenkova nagrada (1994)
- Častna lista IBBY[25] (1994)
- Prešeren-Preis (2000)
- viktor za življenjsko delo (2002)
- Levstik-Preis (za življenjsko delo) (2011)
- Zlatnik poezije (2012)

### Auszeichnungen
- Goldener Orden der Republik Slowenien für Verdienste (Zlati red za zasluge Republike Slovenije)[26]